# Giuliano Montaldo
Giuliano Montaldo (Génova, 22 de Fevereiro de 1930 – Roma, 6 de setembro de 2023) foi um cineasta e roteirista italiano.

## Biografia
Iniciou sua carreira artística como ator, em espetáculos de teatro de massa na sua cidade natal. Atuou pela primeira vez em um filme em 1951, em A Rebelde, de Carlo Lizzani, com quem trabalhou também em Tortura de Duas Almas (1953) e Os Amantes de Florença (1954).
Seu primeiro trabalho como diretor foi em 1961, com Dilema de um Bravo, que disputou o Festival de Veneza. Em seus filmes, costumava trabalhar com temas políticos e sociais. É assim seu principal filme, Sacco e Vanzetti, de 1971, no qual reconstitui a história de Nicola Sacco e Bartolomeo Vanzetti, anarquistas acusados de homicídio nos Estados Unidos em 1920.
A partir de 1982, trabalhou na televisão, incluindo a série Marco Polo. Além disso, presidiu a Academia Italiana de Cinema entre 2016 e 2017 e integrou o júri do Festival Internacional de Cinema de Moscou, em 1971.

## Filmografia parcial
- Tiro al piccione (1962)
- Extraconiugale, episódio "La moglie svedese" (1964)
- Nudi per vivere (1964) - documentário, com Elio Petri e Giulio Questi como Elio Montesti
- Una bella grinta (1965)
- Ad ogni costo (1967)
- Dio è con noi (1969)
- Gli intoccabili (1969)
- Sacco e Vanzetti (1971)
- Giordano Bruno (1973)
- L'Agnese va a morire (1976)
- Circuito chiuso (1978) - TV
- Il giocattolo (1979)
- Arlecchino (1982) - curta-metragem
- Marco Polo (1982) - TV
- L'addio a Enrico Berlinguer (1984) - documentário
- Il giorno prima (1987)
- Gli occhiali d'oro (1987)
- Tempo di uccidere (1989)
- Ci sarà una volta (1992) - documentário
- Le stagioni dell'aquila (1997) - documentário
- I demoni di San Pietroburgo (2008)
- L'oro di Cuba (2009) - documentário
- L'industriale (2011)